# SB 1 II
Die Dampflokomotivreihe SB 1 II war eine Tenderlokomotivreihe der Südbahngesellschaft (SB), einer privaten Bahngesellschaft Österreich-Ungarns.
Die „Flügelbahn“ Mödling–Laxenburg (Laxenburger Bahn), die es der kaiserlichen Hofgesellschaft ermöglichte, die Sommerresidenz des Kaisers, Laxenburg, per Bahn zu erreichen, wies daher vor allem im Sommer ein großes Verkehrsaufkommen auf. Die SB, die den Betrieb auf der Flügelbahn führte, bestellte 1889 bei der Lokomotivfabrik der StEG zwei kleine 1A-Tenderlokomotiven für diese Bahn.
Die beiden Lokomotiven erhielten die Reihenbezeichnung 1 in Zweitbesetzung und die Betriebsnummern 2 und 3.
Um die sichere Beförderung des Kaisers in seinem Hofwagen zu gewährleisten, waren die Fahrzeuge mit Vakuumbremse, Ricourbremse und Schneepflügen ausgestattet.
Die beiden Maschinen wurden zwischen 1910 und 1915 durch Loks der Reihe 4 II ersetzt und abgestellt.
Die endgültige Ausmusterung dürfte um 1920 erfolgt sein.